# Arvicanthis abyssinicus
Arvicanthis abyssinicus är en däggdjursart som först beskrevs av Rüppell 1842.  Arvicanthis abyssinicus ingår i släktet gräsråttor och familjen råttdjur. IUCN kategoriserar arten globalt som livskraftig. Inga underarter finns listade.
Denna gräsråtta förekommer från centrala Etiopien norrut till centrala Eritrea. I bergstrakter och på högplatå når arten 1600 meter över havet. Habitatet utgörs av gräsmarker och jordbruksmark.
Arvicanthis abyssinicus är en medelstor gräsråtta med något styv päls. Arten har mörkbrun till svartaktig päls på ovansidan med några ljusbruna eller krämfärgade hår inblandade. Flera individer har en svart längsgående strimma på ryggens topp. Pälsen på undersidan är grå eller ockra. De runda rödbruna öronen är glest täckta med rödaktiga hår. På svansen förekommer fjäll som bildar synliga ringar. Den är mörk på ovansidan och ljus på undersidan.
Individerna är aktiva på dagen och de går främst på marken. De äter troligen olika växtdelar. I flera fall observerades mindre flockar. Fortplantningen sker under den torra perioden.